# 漢來大飯店
漢來國際飯店股份有限公司，是中華民國台灣一家以經營飯店為主要業務的企業，其旗下品牌為漢來大飯店。位於高雄的高雄汉来大饭店建築樣式為一個新古典主义风格，成立於1995年，楼高186公尺。
2008年5月20日，高雄漢來大飯店成為中華民國第12任正副總統馬英九、蕭萬長就職國宴的指定場地。
2023年10月「台北漢來大飯店」試營運並於同年12月開幕，樓高26層，地點在台北市南港區經貿一路168號，於保有品牌自主與彈性下加盟荷蘭金鬱金香酒店集團。

## 外部連結
- 漢來大飯店官網 （页面存档备份，存于）
- 漢來大飯店 旅宿網 （页面存档备份，存于）
- 漢來大飯店的Facebook專頁